# Torneo de la División I de Baloncesto Masculino de la NCAA de 1948
El Torneo de la División I de Baloncesto Masculino de la NCAA de 1948 fue el noveno que se celebró para determinar el Campeón de la División I de la NCAA. Llegaron 8 equipos a la fase final, disputándose el partido por el campeonato en el Madison Square Garden en Nueva York.
Los ganadores fueron el equipo de la Universidad de Kentucky, que derrotaron en la final a la Universidad Baylor.

## Equipos
| Equipo       | Entrenador      | Conferencia   | Puesto final         | Último rival | Marcador |
| Este         | Este            | Este          | Este                 | Este         | Este     |
| ------------ | --------------- | ------------- | -------------------- | ------------ | -------- |
| Columbia     | Gordon Ridings  | EIBL          | 4.º puesto regional  | Michigan     | P 66-49  |
| Holy Cross   | Doggie Julian   | Independiente | 3.er puesto          | Kansas State | G 60-54  |
| Kentucky     | Adolph Rupp     | SEC           | CAMPEÓN              | Baylor       | G 58-42  |
| Michigan     | Ozzie Cowles    | Big Ten       | 3.er puesto Regional | Columbia     | G 66-49  |
| Oeste        |                 |               |                      |              |          |
| Baylor       | Bill Henderson  | Southwest     | Finalista            | Kentucky     | P 58-42  |
| Kansas State | Jack Gardner    | Big Six       | 4.º puesto           | Holy Cross   | P 60-54  |
| Washington   | Art McLarney    | PCC           | 3.er puesto Regional | Wyoming      | G 57-47  |
| Wyoming      | Everett Shelton | Skyline       | 4.º puesto Regional  | Washington   | P 57-47  |

## Fase final
* – Denota partido con prórroga.
|  | Cuartos de final | Cuartos de final |            |              | Semifinales | Semifinales |            |              | Final        | Final |  |
|  |                  |                  |            |              |             |             |            |              |              |       |  |
|  |                  |                  |            |              |             |             |            |              |              |       |  |
|  | Kentucky         | 76               |            |              |             |             |            |              |              |       |  |
|  | Kentucky         | 76               |            |              |             |             |            |              |              |       |  |
|  | Columbia         | 53               |            |              |             |             |            |              |              |       |  |
|  | Columbia         | 53               |            | Kentucky     | 60          |             |            |              |              |       |  |
|  |                  |                  |            | Kentucky     | 60          |             |            |              |              |       |  |
|  |                  |                  | Holy Cross | 52           |             |             |            |              |              |       |  |
|  | Holy Cross       | 63               | Holy Cross | 52           |             |             |            |              |              |       |  |
|  | Holy Cross       | 63               |            |              |             |             |            |              |              |       |  |
|  | Michigan         | 45               |            |              |             |             |            |              |              |       |  |
|  | Michigan         | 45               |            |              |             |             |            | Kentucky     | 58           |       |  |
|  |                  |                  |            |              |             |             |            | Kentucky     | 58           |       |  |
|  |                  |                  | Baylor     | 42           |             |             |            |              |              |       |  |
|  | Kansas State     | 58               | Baylor     | 42           |             |             |            |              |              |       |  |
|  | Kansas State     | 58               |            |              |             |             |            |              |              |       |  |
|  | Wyoming          | 48               |            |              |             |             |            |              |              |       |  |
|  | Wyoming          | 48               |            | Kansas State | 52          |             |            | Tercer lugar | Tercer lugar |       |  |
|  |                  |                  |            | Kansas State | 52          |             |            | Tercer lugar | Tercer lugar |       |  |
|  |                  |                  | Baylor     | 60           |             |             |            |              |              |       |  |
|  | Baylor           | 64               | Baylor     | 60           |             |             | Holy Cross | 60           |              |       |  |
|  | Baylor           | 64               |            |              |             |             | Holy Cross | 60           |              |       |  |
|  | Washington       | 62               |            |              |             |             |            |              | Kansas State | 54    |  |
|  | Washington       | 62               |            |              |             |             |            |              | Kansas State | 54    |  |
|  |                  |                  |            |              |             |             |            |              |              |       |  |

### 3.erpuesto Regional
|  | 3.er puesto East Regional |          |    |  |
|  |                           |          |    |  |
|  | Columbia                  | Columbia | 49 |  |
|  | Columbia                  | Columbia | 49 |  |
|  | Michigan                  | Michigan | 66 |  |
|  | Michigan                  | Michigan | 66 |  |

|  | 3.er puesto West Regional |            |    |  |
|  |                           |            |    |  |
|  | Wyoming                   | Wyoming    | 47 |  |
|  | Wyoming                   | Wyoming    | 47 |  |
|  | Washington                | Washington | 57 |  |
|  | Washington                | Washington | 57 |  |

## Final
| 23 de marzo de 1948 | Kentucky Wildcats          | 58–42       | Baylor Bears                 | |  |
|                     | Parciales: 29-16, 29-26    |             |                              | |  |
|                     | Estadísticas Alex Groza 18 | Reporte Pts | Estadísticas 10 Bill Johnson | Pabellón: Madison Square Garden, Nueva York Asistencia: 16.174 espectadores Árbitros: Bill Haarlow, Gil MacDonald |  |

| Campeón de la NCAA 1948       |
| ----------------------------- |
| Kentucky Wildcats 1.er título |